# Qonce
Qonce (do 23 lutego 2021 King William’s Town) – miasto w południowo-wschodniej części Południowej Afryki, nad rzeką Buffalo (Prowincja Przylądkowa Wschodnia); 137 tys. mieszk. (2005). Ośrodek przemysłowy i kulturalny; zakłady włókiennicze, farbiarnie; muzeum; ogród botaniczny.